# Золотая клетка (фильм, 2013, Франция)
«Золотая клетка» (фр. La cage dorée) — кинофильм режиссёра Рубена Алвеса, вышедший на экраны в 2013 году. Лента получила приз зрительских симпатий от Европейской киноакадемии, участвовала в конкурсной программе кинофестиваля в Сан-Паулу и была номинирована на премию «Сезар» за лучший дебютный фильм.

## Сюжет
Рибейро — типичная семья португальских иммигрантов: Мария — консьерж в одном из парижских многоквартирных домов, Жозе — строитель. Они мечтают вернуться на родину, и в один прекрасный день получают известие о том, что после смерти брата к Жозе по наследству переходит большой семейный дом. Казалось бы, это повод начать собираться домой, однако семью Рибейро слишком многое связывает с Парижем: Мария и Жозе любят свою работу и на хорошем счету у своих работодателей, а их дети уже фактически французы. Поэтому они решают ничего пока не объявлять родным и друзьям и как следует обдумать положение. Однако слухи об изменениях в их жизни начинают расползаться по знакомым. Не откладывая дело в долгий ящик, работодатели Марии и Жозе решают сделать им такие предложения, от которых те не смогут отказаться…

## В ролях
- Рита Бланку — Мария Рибейро
- Жуакин ди Алмейда — Жозе Рибейро, муж Марии
- Ролан Жиро — Франсис Кайо, работодатель Жозе
- Шанталь Лоби — Соланж Кайо, жена Франсиса
- Барбара Кабрита — Паула Рибейро, дочь Марии и Жозе
- Ланник Готри — Шарль Кайо, сын Франсиса и Соланж и парень Паулы
- Мария Виейра — Роза
- Жаклин Корадо — Лурдес
- Жан-Пьер Мартен — Карлос
- Алекс Алвес Перейра — Педро Рибейро, сын Марии и Жозе
- Николь Круасиль — мадам Ришар
- Алис Изас — Кассиопея